# Гонконгский тайфун (1937)
Гонконгский тайфун 1937 года (кит. 丁丑風災) — стихийное бедствие, которое обрушилось на Британский Гонконг 2 сентября 1937 года и унесло жизни более 11 тысяч человек, что составило довольно значительную часть от тогдашнего населения Коронной колонии. Циклон также коснулся острова Тайвань. В Португальском Макао жертвами тайфуна стал 21 человек.

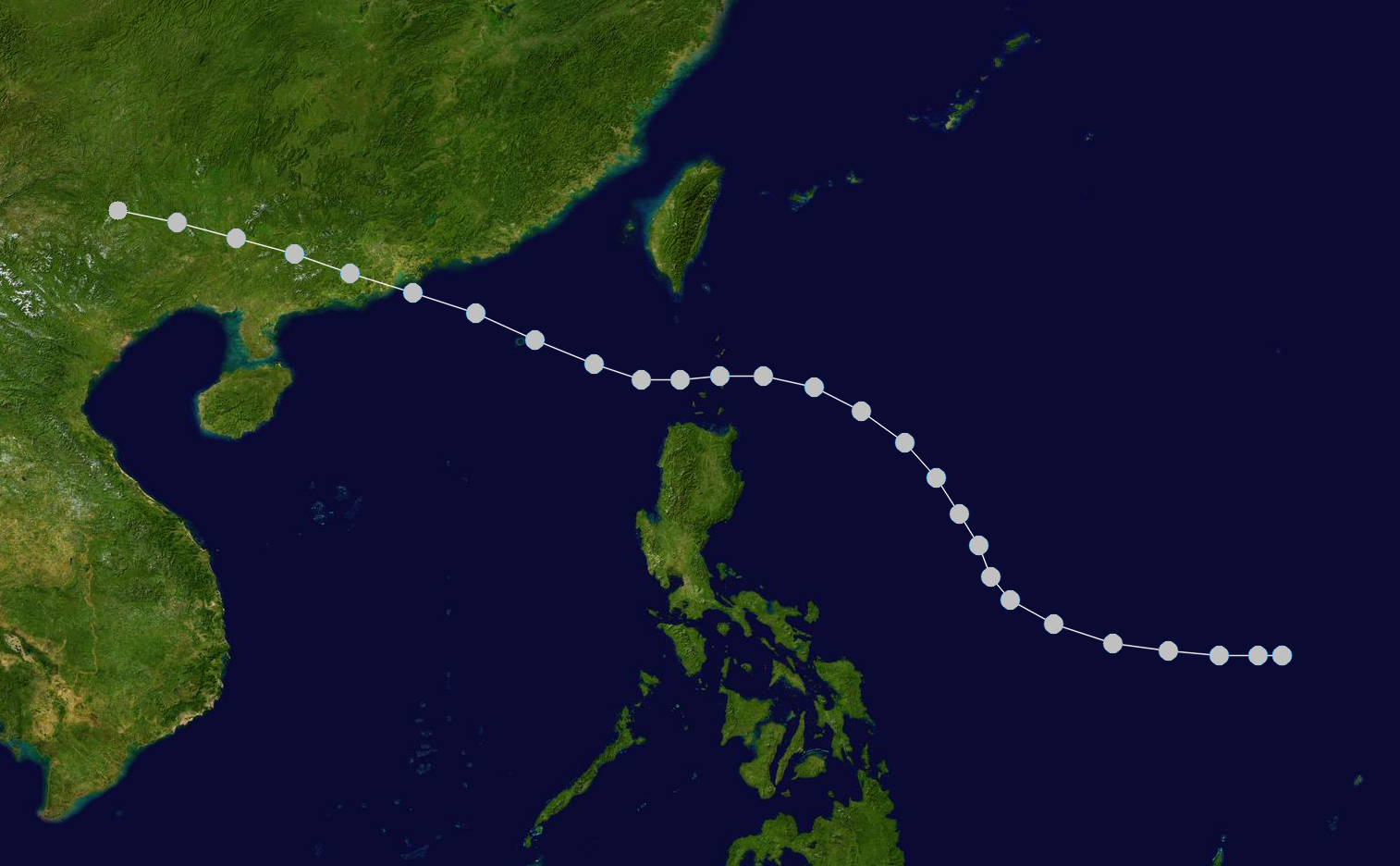
Путь тайфуна на карте

Тайфун начал формироваться над Тихим океаном 28 августа 1937 года. Королевская обсерватория Гонконга предупредила о приближающемся бедствии когда центр урагана находился всего в 15 километрах к юго-юго-западу от Гонконга; в отличие от тайфуна 1906 года, приближался он медленно и у горожан было несколько часов до удара стихии, чтобы предпринять необходимые меры для защиты имущества, покинуть прибрежную полосу и спрятаться в укрытиях. Однако далеко не все люди, находившиеся в тот момент в Гонконге, использовали эту отсрочку эффективно.

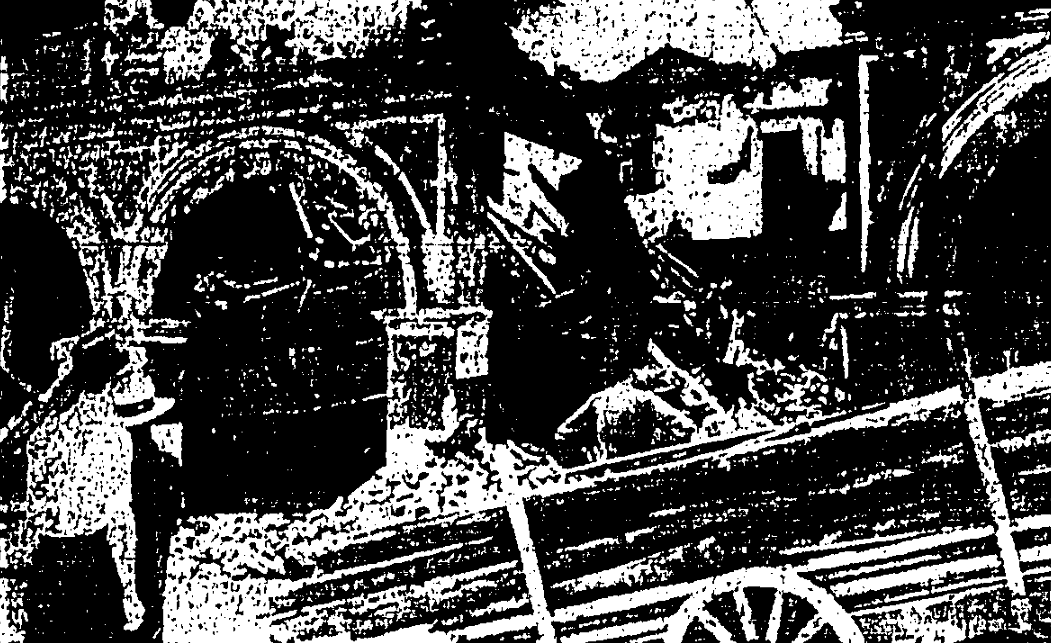
Разрушения в Макао

Бухта Виктория, на которую пришёлся основной удар стихии, в середине XX века была седьмой по загруженности гаванью в мире. Она всегда была занята сампанами, джонками, паромами, грузовыми судами, океанскими лайнерами, яхтами, военными кораблями и другими плавсредствами.
Тайфун был настолько сильным, что сломались приборы Королевской обсерватории, которые были способны регистрировать скорость ветра лишь до 125 миль в час. Обсерватория Гонконга называла среднюю скорость ветра в 137 километров в час. Максимальный зарегистрированный порыв составлял 130 узлов, 149 миль в час, 240 километров в час. На этой отметке поршень анемометра остановился и истинный максимальный порыв метеорологам зарегистрировать не удалось.
Гонконгский тайфун был настолько мощным, что вызвал приливную волну высотой 9,1 метра (30 футов), прокатившуюся по деревням Тайпо и Шатин, практически смывшую эти населённые пункты с лица Земли вместе с их жителями. Последние удары стихии отмечались 4 сентября.
Гонконгский тайфун 1937 года по сей день является одним их самых смертоносных стихийных бедствий в истории Гонконга и Китая.

## Галерея (последствия тайфуна)

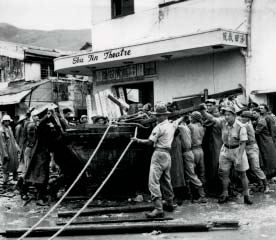
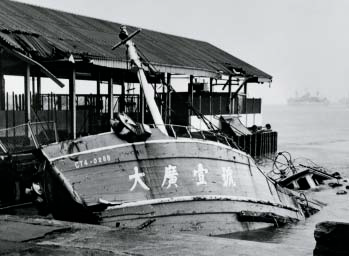
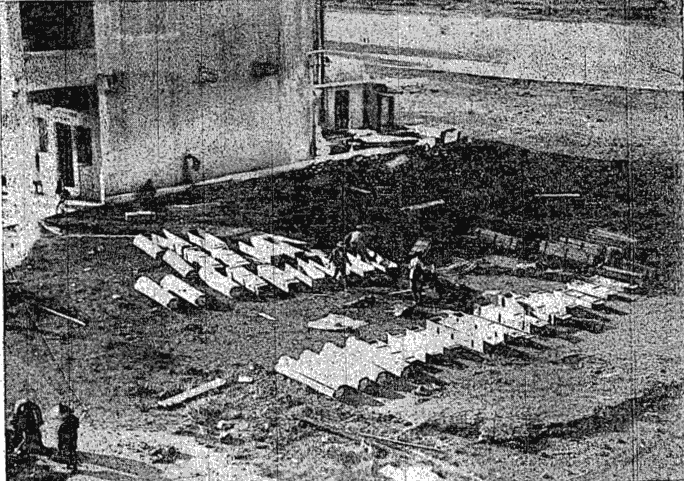
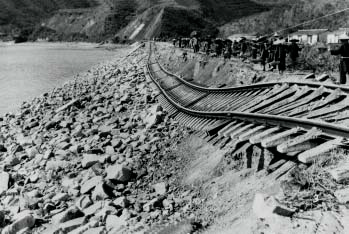

- [описание?]
- [описание?]
- [описание?]
- [описание?]